# Cá rô

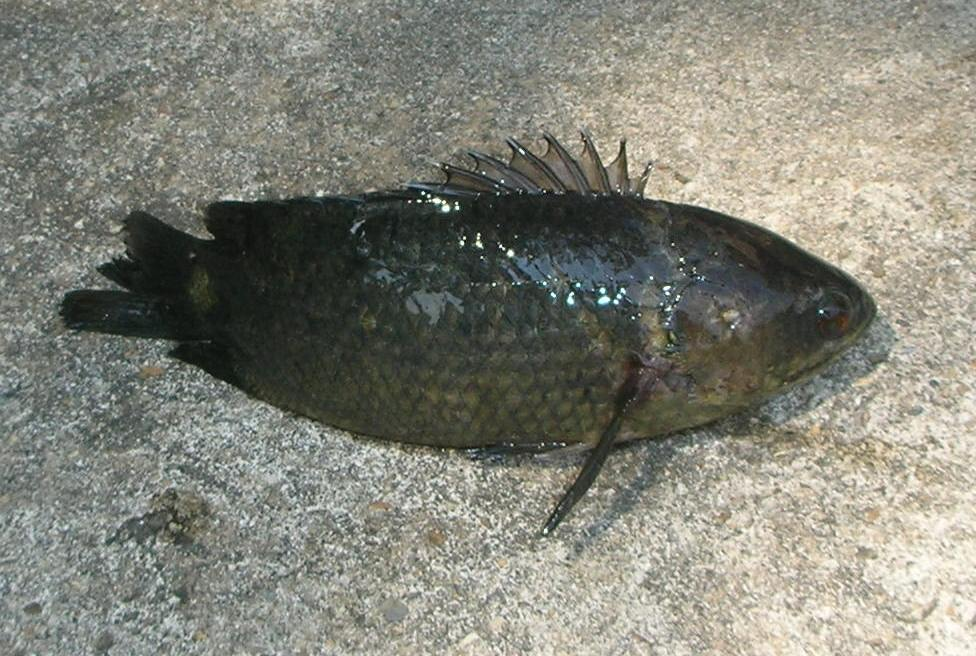
Một con cá rô đồng

Cá rô là một tên gọi thông dụng tại Việt Nam, dùng chung cho một số loài cá thuộc bộ Cá vược, trong đó có nhiều loài thuộc về Chi Cá rô. Ở Việt Nam, thuật ngữ cá rô còn được hiểu là cá rô đồng, một loài cá phổ biến tại quốc gia này, người miền Tây thường phát âm cá rô chệch thành cá gô.
Một số loài được gọi là cá rô gồm:

## Một số loài

### Cá rô châu Âu
Cá rô châu Âu (Perca fluviatilis) là một loài cá săn mồi được tìm thấy ở châu Âu và châu Á. Trong một số khu vực được gọi là pecca vây đỏ hoặc cá pecca Anh, và nó thường được gọi đơn giản là cá pecca. Loài này là một mỏ đá phổ biến cho môn câu cá và đã được du nhập rộng rãi vượt ra ngoài khu vực bản địa của nó, vào nước Úc, New Zealand và Nam Phi. Chúng đã gây ra thiệt hại đáng kể cho các quần thể cá bản địa ở Úc. Cá pecca châu Âu cá rô màu xanh lục với, vây và cuối đuôi đỏ. Chúng có 5-9 thanh tối dọc trên các cạnh.
Cá pecca châu Âu có thể khác nhau rất nhiều về kích thước giữa các vùng nước. Tuổi thọ 22 năm, và lớn hơn cá pecca thường có kích thước lớn hơn con trưởng thành có kích thước trung bình rất nhiều, chiều dài tối đa được ghi nhận là 60 cm (24 in). Kỷ lục ở Anh là 2,8 kg (6 lb 2 oz), nhưng chúng phát triển lớn hơn trong lục địa châu Âu hơn so với ở Anh, và nhiều như 9 kg (20 lb) ở Úc. Tại thời điểm tháng 11 năm 2010, kỷ lục chính thức của tất cả các kỷ lục thế giới đứng ở mức 1,5 kg (3 lb 5 oz) mặc dù kỷ lục cá thể từ các khu vực khác nhau ghi lại con cá lớn hơn.

### Cá rô vàng
Cá rô vàng (Perca flavescens) là một loài cá rô được tìm thấy ở Hoa Kỳ và Canada, nơi nó thường được gọi bằng tên ngắn là cá pecca. Cá pecca vàng giống cá pecca châu Âu, nhưng nhạt màu và màu vàng hơn, với ít màu đỏ ở vây. Chúng có 6-8 thanh djc màu tối ở hai bên. Pecca vàng có kích thước có thể khác nhau rất nhiều giữa các vùng nước, nhưng con trưởng thành thường dài từ 10-25,5 mm.
Tuổi thọ có thể đến 11 năm, và lớn hơn pecca vàng già hơn thường lớn hơn nhiều hơn mức trung bình, chiều dài tối đa được ghi nhận là 21,0 inch (53,3 cm) và trọng lượng lớn nhất được ghi nhận là 4,3 lb (1,91 kg). Các pecca vàng trưởng thành tính dục ở 1-3 năm tuổi đối với con đực và 2-3 năm tuổi đối với con cái. Thời gian sinh sản vào cuối tháng Tư hoặc đầu tháng Năm, con cái đẻ từ 10.000 đến 40.000 lên cỏ hoặc nhánh cây hoặc cây bụi ngập trong nước. Sau khi thụ tinh, trứng nở trong 11-27 ngày, tùy thuộc vào nhiệt độ và điều kiện thời tiết khác.

### Cá rô đồng

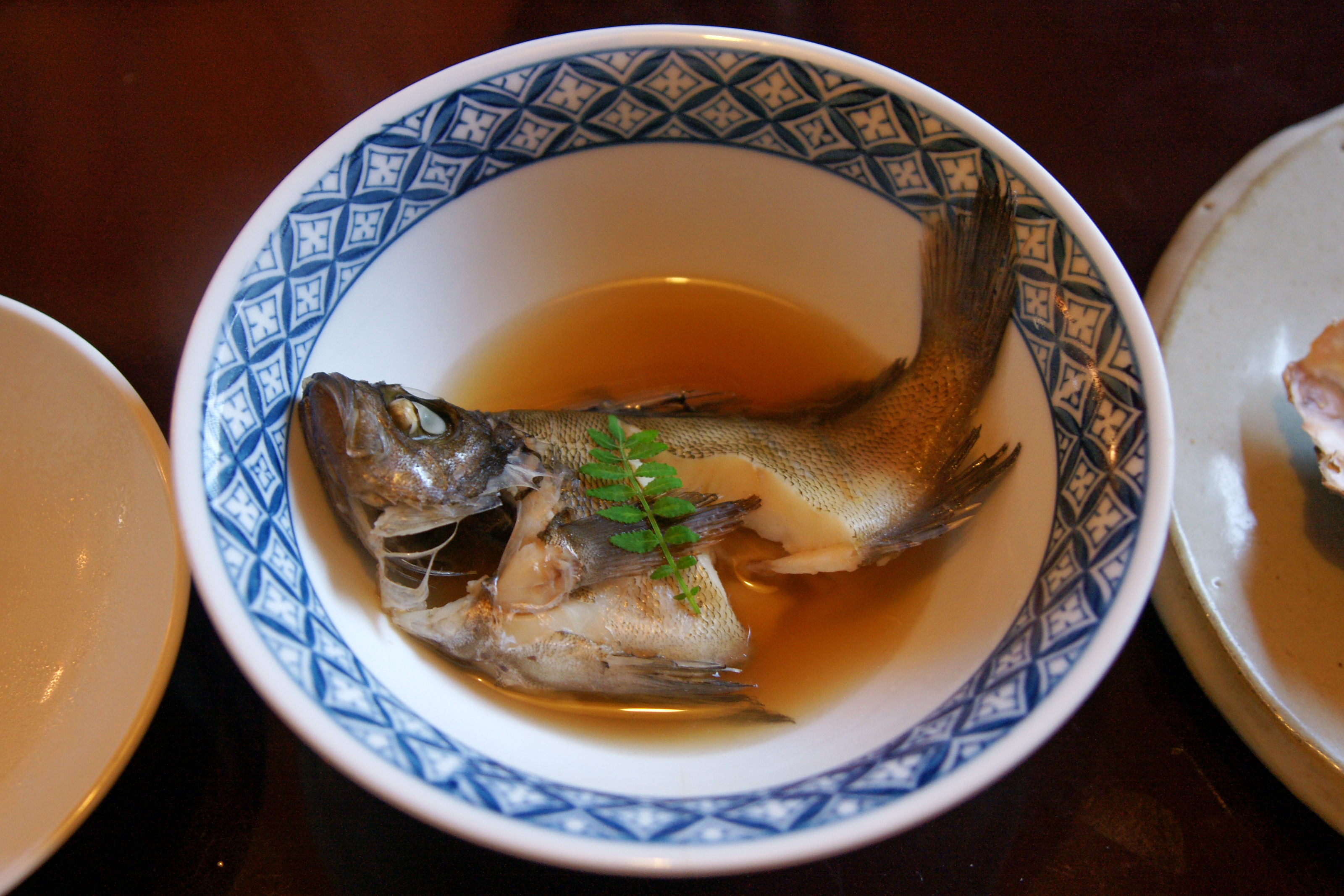
Một món cá rô kho

Cá rô đồng gọi đơn giản là cá rô (Anabas testudineus) là loại cá sống ở môi trường nước ngọt, nước lợ. Chúng có thịt béo, thơm, dai, ngon, có giá trị thương phẩm cao tuy rằng hơi nhiều xương. Kích thước cực đại của chúng có thể tới 250 mm. là loài động vật ăn tạp. Chúng có thể ăn cả các loài động vật thân mềm, cá con và thực vật, kể cả cỏ. Chúng có thể ăn các chất hữu cơ và vô cơ được coi là bẩn ở trong nước. Nó có thể ăn lẫn nhau trong trường hợp đói. Vì vậy phân cỡ rất quan trọng Cá rô đồng có nhiều ở các đồng ruộng khu vực phía Bắc.
Cá rô có màu xanh từ xám đến nhạt, phần bụng có màu sáng hơn phần lưng, với một chấm màu thẫm ở đuôi và chấm khác ở sau mang. Các gờ của vảy và vây có màu sáng. Nắp mang cá có hình răng cưa. Chúng có một cơ quan hô hấp đặc biệt dưới mang là mang phụ, cho phép chúng có thể hấp thụ được oxy trong không khí. Chúng có răng chắc, sắc, xếp thành dãy trên hai hàm, trên hai hàm còn có răng nhỏ nhọn: hàm răng ở giữa to hơn hai bên và răng có trên xương lá mía.
Cá rô Tổng Trường là loại cá rô sống ở môi trường hang động ngập nước vùng đất Hoa Lư, Ninh Bình. Gọi là cá rô Tổng Trường vì loài cá này được phát hiện thấy ở vùng hang động ngập nước thuộc Tổng Trường Yên, nay là quần thể di sản thế giới Tràng An ở thành phố Hoa Lư. Cá rô Tổng Trường có thịt béo, thơm, dai, ngon, có giá trị thương phẩm cao, được coi là một đặc sản ẩm thực của Ninh Bình. Cá rô Tổng Trường có hình thái giống cá rô đồng song do sống lâu năm ở vùng đầm lầy, hang động Hoa Lư nên có một số biến dị

### Cá rô đầu vuông
Cá rô đầu vuông vẫn nằm trong cá rô thường, Qua phân tích hình thái học và biến dị DNA ti thể, xác định giữa cá rô đầu vuông và cá rô thường, có sự tương đồng tới 99% với toàn phần trình tự DNA ti thể. Như vậy có thể nói rằng, về mặt khoa học, giữa cá rô thường và cá rô đầu vuông không có sự khác biệt về loài.
Mặc dù vậy về mặt hình thái cũng có thể dễ dàng phân biệt với cá rô thường ở chỗ, khi cá lớn lên, phần đầu cá hơi vuông, lại có chấm đen ở phần mang và phần đuôi cá. Cá rô đầu vuông, thịt cũng thơm ngon, béo ngậy và bổ như cá rô thường. Tuy nhiên do có sự chọn lọc và nuôi trong điều kiện đầy đủ, cá rô đầu vuông có thể lớn rất nhanh, đạt từ 500 - 800g một con sau nửa năm.

## Giải phẫu
Cơ thể chung của một con cá rô hơi dài và tròn. Cá rô thật có vảy "xù xì" hoặc hình lược. Ở phía trước của đầu là hàm trên và hàm dưới thấp hơn trong miệng, một cặp lỗ mũi và hai mắt không nắp. Ở phía sau của đầu là nắp mang, cái mà bảo vệ mang cá và hệ thống bên trong mang, nó rất nhạy cảm với các rung động trong nước. Thận của cá rô chạy dọc theo xương sống và tạo thành một đường từ đầu, đuôi đến mang. Cá rô có cặp vây ngực và vây bụng, và hai vây lưng, cái thứ nhất có gai và cái thứ hai mềm. Hai vây này có thể tách rời hoặc nối liền.

### Khác
- Cá rô sông Hằng (Anabas cobojius) là một loài cá rô nguồn gốc Ấn Độ và Bangladesh, nơi nó xuất hiện trong vũng nước đọng. Loài này đạt đến chiều dài 30 cm (12 in) và có tầm quan trọng thương mại như một loài cá thực phẩm trong phạm vi nguồn gốc của nó.
- Cá rô Cape (Sandelia capensis) là một loài cá thuộc họ Anabantidae. Đây là loài đặc hữu của Nam Phi.